# Полс Вали (Оклахома)
Полс Вали (енгл. Pauls Valley) град је у америчкој савезној држави Оклахома.

## Демографија
По попису из 2010. године број становника је 6.187, што је 69 (-1,1%) становника мање него 2000. године.
| Група             | 2000.         | 2010.         |
| Белци             | 4.735 (75,7%) | 4.238 (68,5%) |
| Афроамериканци    | 331 (5,3%)    | 370 (6,0%)    |
| Азијати           | 41 (0,7%)     | 55 (0,9%)     |
| Хиспаноамериканци | 471 (7,5%)    | 786 (12,7%)   |
| Укупно            | 6.256         | 6.187         |